# 바르다네스 1세

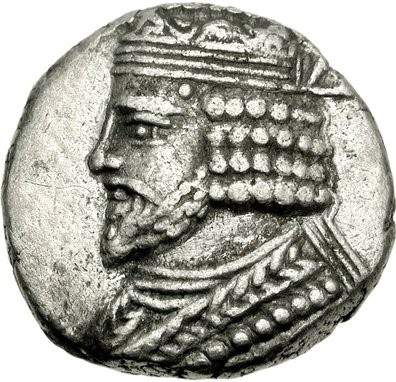

파르티아의 바르다네스 1세는 서기 40년에서 47년까지 파르티아 제국을 다스렸다.
그는 아바지 아르타바누스 2세를 계승하였지만 그의 경쟁자 고타르제스 2세와 계속적으로 싸웠다.
그의 주화는 서기 40년에서 47년까지 그가 왕이었음을 보인다.
서기 43년 그는 티그리스 강변의 셀레우키아 시를 7년의 반란 후에 다시 파르티아에 조공하도록 억압하였다.
크테시폰은 티그리스 왼쪽 제방의 왕의 처소로 자연스럽게 이 전쟁으로 혜택을 보았다. 그리고 바르다네스는 그리하여 안미아누스 마르켈리누스에 의해 크테시폰의 설립자로 불린다. 그는 역시 로마제국에 대항하여 전쟁을 준비하였다. 목표는 아르마니아를 다시 정복하는 것이었지만 결국 로마의 군단에 부딪치지 않기로 결심하였다.
고타르제스와의 새 전쟁에서 그는 동부 유목민에 대항하여 큰 성공을 거두었다. 타키투스에 따르면 바르다네스는 그의 형제 고타르제스에 의해 잠시 왕좡에서 추방되어 박트라아의 평원(아마도 그 당시 박트리아를 장악한 월지)
으로 피난을 위해 도망쳤다. 권력을 회복하자 그는 고타르제스의 다해 군에 대항하여 신데스 강(테젠)까지 승리의 원정을 지도하였다.
그는 타키투스에 의해 인간성은 부족하지만 젊고 강력한 에너지의 매우 선택받은 지배자로 찬양된다.
바르다네스는 아폴로니우스 티아나(2–c. 98 AD)의 인생에 후원자로 언급된다.
그는 인도로의 안전 통과를 보증하는 편지를 그에게 주어 그가 그곳에서 인도-파르티안 인도 지배자 프라오테스를 만날 수 있었다.
| 전임 아르타바누스 2세 | 제22대 파르티아 왕 40년 - 47년 | 후임 고타르제스 2세 |